# Sumi-e
Pour un article plus général, voir lavis.

Paysage, Sesshū, 1481 (musée national de Tokyo).

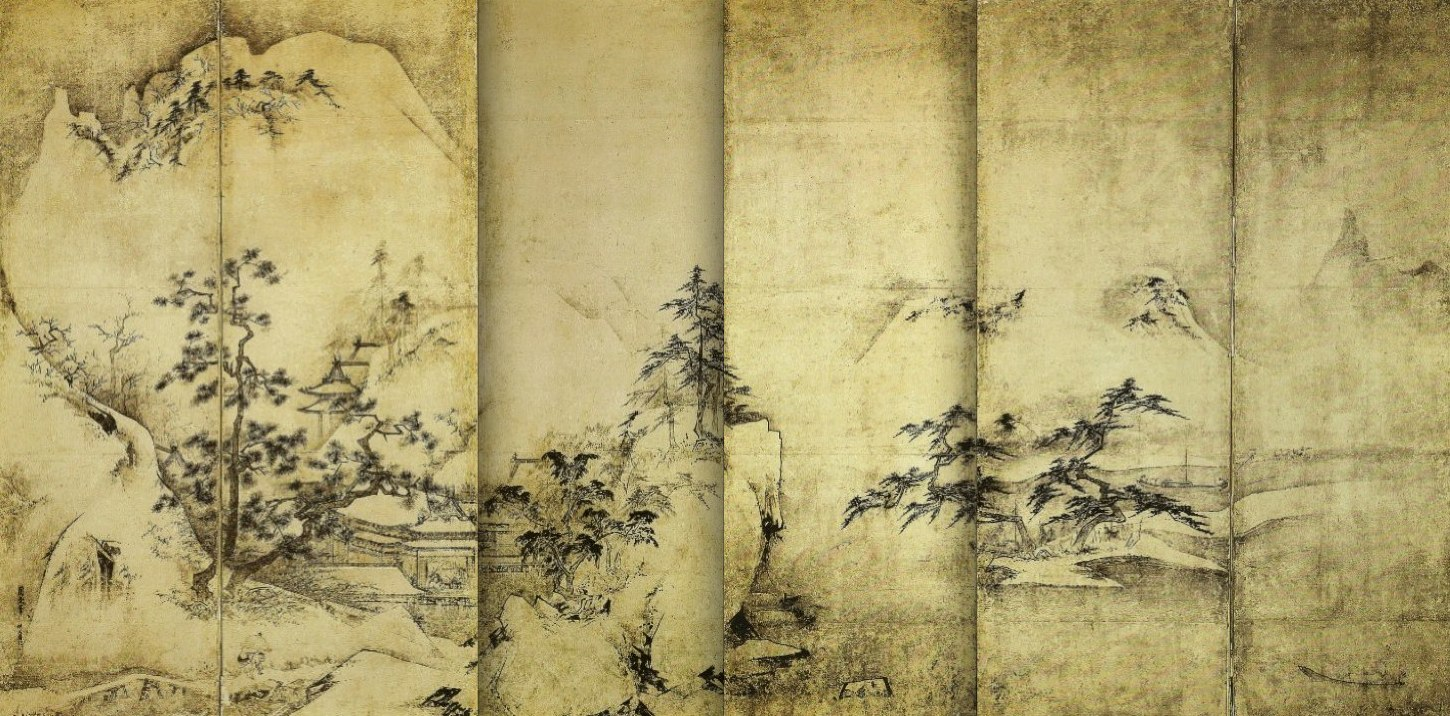
Paysage des quatre saisons (paravent 2), Shūbun, XVe siècle, collection Maeda.

Le sumi-e (墨絵, signifiant « peinture à l’encre ») ou suiboku-ga (水墨画, « image à l’eau et à l’encre ») est un mouvement de la peinture japonaise originaire de Chine et dominant à l’époque de Muromachi (1333–1573). Ce courant se caractérise par l’usage du lavis à l’encre noire, la prédominance du paysage comme sujet et la proximité avec la philosophie du bouddhisme zen.
Venue de Chine, la technique du lavis apparaît au Japon aux alentours du VIIIe siècle, puis s’impose comme la peinture dominante à l’époque de Muromachi sous l’influence du zen, des célèbres paysages au lavis de la Chine des Song et de grands maîtres comme Josetsu, Shūbun ou Sesshū. Le peintre de sumi-e modifie la dilution de l’encre, la position du pinceau, la force et la vitesse pour jouer sur l’épaisseur et la netteté des lignes ainsi que les niveaux de gris.
Le sumi-e perd de sa vigueur à la fin de l’époque de Muromachi, qui marque le retour de la peinture de genre aux couleurs éclatantes. Ses influences restent tangibles dans le style de différents peintres de l’école Kanō ainsi que le bunjin-ga, qui renoue avec la monochromie au XVIIIe siècle. De nos jours, la peinture au lavis, qui a donné quelques-unes des œuvres les plus acclamées des arts japonais, est très intimement associée à la culture raffinée de Muromachi tout empreinte du bouddhisme zen, de même que la cérémonie du thé, le nô, les jardins secs ou l’ikebana.